# الکساندر جووی
الکساندر جووی (متولد ۲۷ ژانویه ۱۹۷۱ در برلین، آلمان) یک کارگردان فیلم است. او در آلمان متولد شد ولی بسیار زود با خانواده به سوئیس مهاجرت کرد و سپس برای تحصیل در رشته وکالت به کالج حقوق انگلستان رفت. او پیشه خود را برای کارگردانی فیلم ترک کرد و با آموزش رسمی کمی فیلم کوتاه تعطیلات رومانیک را ساخت که نامزود جایزه اسکار در سال ۱۹۹۸ شد.
وی در حال حاضر در یک گروه تولید فیلم به نام گروه چاهایا کار می‌کند که آخرین تولید آنها کوروش است که بر پایه زندگی کوروش بزرگ ساخته شده است و ادعا می‌شود "بزرگترین فیلم با منابع مالی مستقل در تاریخ" است.
در سال ۲۰۰۹ جووی فیلم The Flirting Club را کارگردانی کرد.
وی با امی گای ازدواج کرده است.
در سال ۲۰۰۹ انتشارات گارنت رمان منم کوروش را که جووی نوشته است را منتشر کرد.